# Xylodiplosis longistylus
Xylodiplosis longistylus är en tvåvingeart som beskrevs av Gagne 1985. Xylodiplosis longistylus ingår i släktet Xylodiplosis och familjen gallmyggor. Inga underarter finns listade i Catalogue of Life.